# タクロバン
タクロバン（英語: Tacloban、ワライ語: Syudad han Tacloban、タガログ語:Lungsod ng Tacloban）はフィリピン中部、レイテ島北東部の海岸にある港湾都市。2008年12月18日に高度都市化都市に指定された。マニラの南東約580kmに位置している。
首長議会制を採用し、市長の権限が強い。2014年3月現在の市長はアルフレッド・S・ロマオルデス（Alfred S. Romualdez）、副市長はジェリー・T・ヤオカシン（Jerry T. Yaokasin）である。
タクロバンは東ビサヤ地方全体の商業、観光、教育、文化、そして政治の中心であり、海外貿易や大型船の出入りが盛んな港町かつ空の玄関口であり、埠頭の西端にはカラフルな市場が広がっている。
市街地はカンカバト湾 （Cancabato Bay） およびサン・ファニーコ海峡に面し、隣のサマール島とはサン・ファニーコ橋で結ばれ、「湾のそばの美しい街 （The Beautiful City By The Bay）」のニックネームを持つ。2010年現在人口は約22万人、バランガイ（集落）の数は138。第二次世界大戦中はフィリピンの臨時首都でもあった。2010年7月にアジア管理研究所が公開した調査結果ではタクロバンはフィリピンの中で都市競争力のある都市の十指に入っている。全体では5位に入り、新興都市分野では2位に入った。2013年11月には、台風30号によって甚大な被害を受けた。

## 歴史

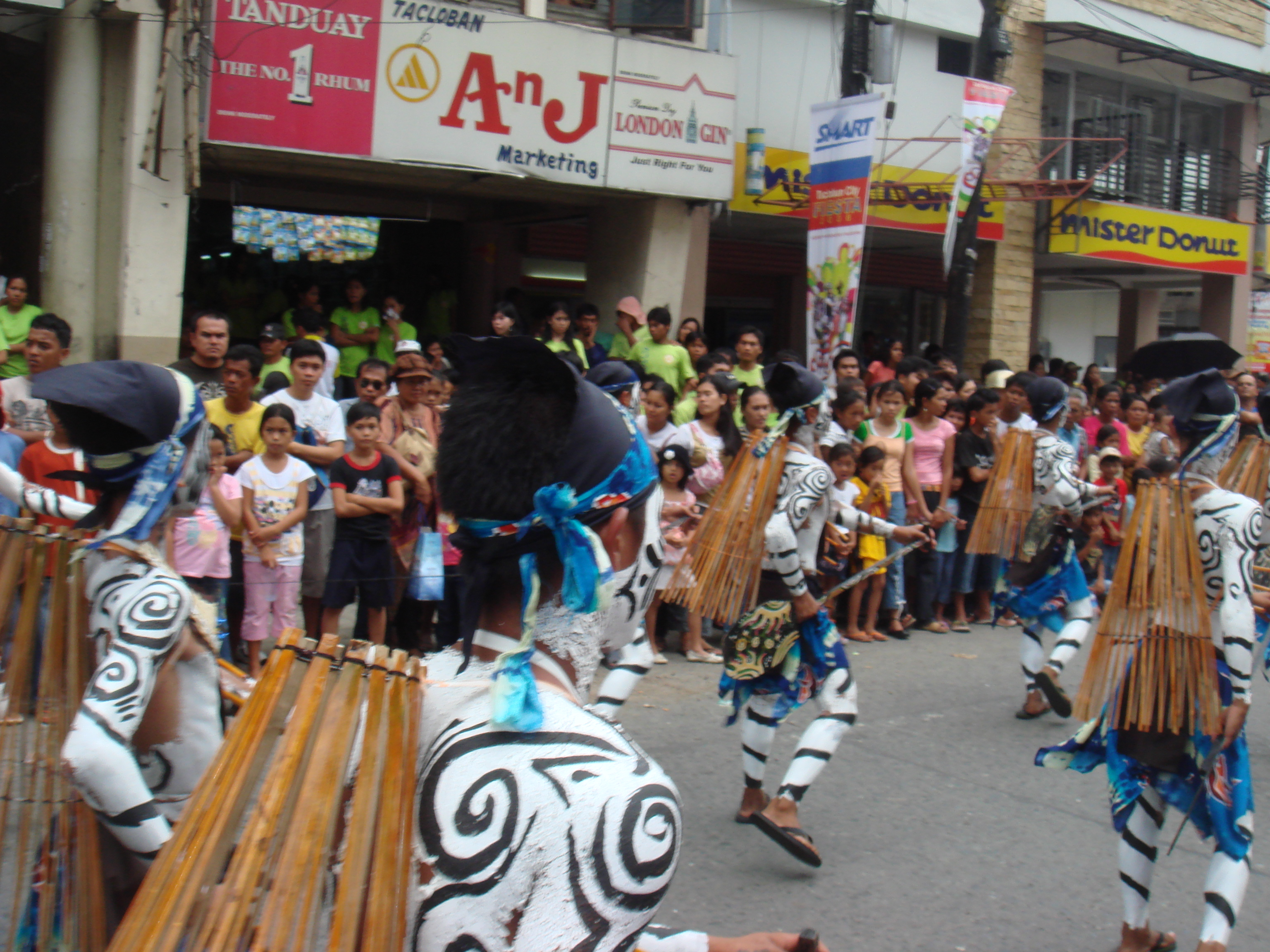
市名の由来となった漁具「タクラブ」を用いたパフォーマンス

### 概説
タクロバンはかつてカンカバトク （Kankabatok） の名で呼ばれる集落であった。この名は最初にこの地に住んでいたカバトク （Kabatok） という部族の名から来ており、「カバトクの土地」の意味である。彼らは現在のサント・ニーニョ教会周辺に集落を構えていた。その後グモダ（Gumoda）やハラギン（Haraging）、フラウ（Huraw）などの部族が現れ近くに集落を構えた。フラウの集落は現在市役所がある丘にあった。これらは後に1つの集落となりカンカバトクという名前になった。
16世紀の終わりにはカンカバトクはスペイン支配下に入った。カンカバトクはパロの政府が管轄し、サマール島のバセイの町の教区に属していた。1770年、聖アウグスチノ修道会の宣教師たちがこの地に入植したが、1813年にフランシスコ会が取って代わった。このスペイン植民地支配の時期に、カンカバトクの町はタクロバンに名を変えている。この名は漁師がカニやエビ、魚を獲るのに使う竹製の漁具の「タクラブ」（Taklub） から来ており、この漁具を使う場所を意味する「タラクルバン」（Tarakluban） がタクロバンに変わったものである。カンカバトクは漁師のたまり場であり、彼らが漁に行くときに「タラクルバンに行く」と言っていたことからタクロバンとなった。
この地は台風が多いため古い文書は失われており、タクロバンがいつ町になったかは明らかではないが、一般にはタクロバンがムニシパル（町）を公的に宣言したのは1770年のことだと信じられている。1768年にはレイテとサマールは別の州（軍管区）になっており、両島が狭い海峡で接するという位置から戦略的に、また交易上もタクロバンが重視された。レイテ州の州都がタクロバンに移ったのは1830年のことである。これはタクロバンが理想的な港であること、十分な施設があったためである。タクロバンが法令第760号で市に昇格したのは1952年6月12日である。
1901年にはマーレイ大佐が上陸して米軍の軍事政権による支配が始まり、タクロバンの港は対外開放された。第二次世界大戦前にはタクロバンはすでにレイテ島の商業・教育、社会や文化の中心となっており、コプラやマニラ麻の輸出で栄えるようになっていた。教育ではレイテ師範学校、レイテ高等学校、レイテ専修学校、神聖幼稚園やタクロバンカトリック協会がリードした。
1912年には台風がフィリピン中部を通過し、タクロバンは「壊滅同然」になった。パナイ島のカピス州とタクロバンを合わせた死者数は、当時のその地域の全人口の半分にあたる15,000人にのぼった。

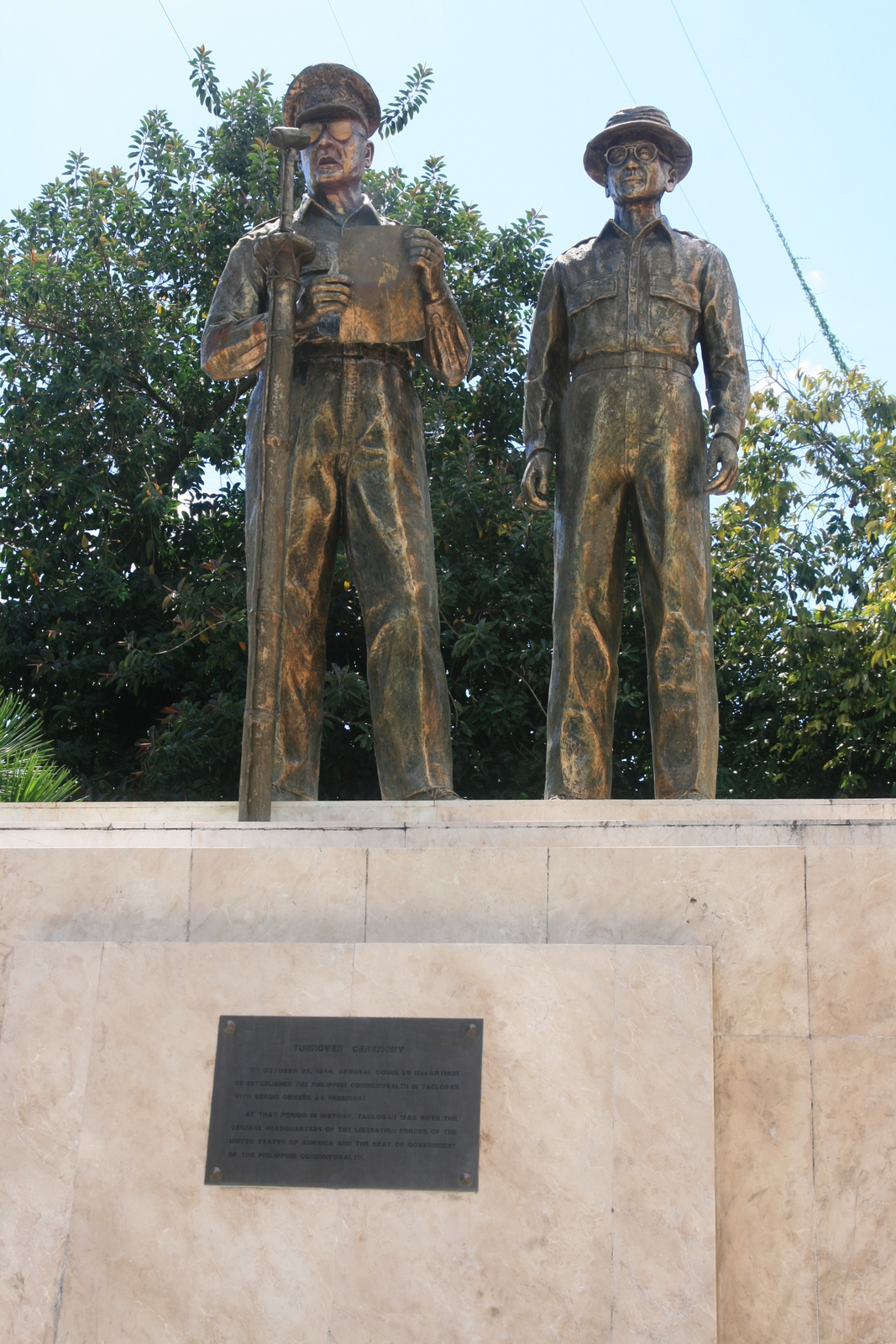
タクロバン市役所前にあるマッカーサーとオスメニャの銅像

1942年5月25日に日本軍がタクロバンに上陸し、タクロバンの港を物資の集積地とし、都市を要塞化しサンペドロ湾の港湾や滑走路を整備した。日本軍の占領下にあった約2年の間、老人を含む多くの住民がゲリラとなり抵抗を行っている。この中で代表格といえるのがルペルト・カングレオンである。タクロバンは米比連合軍により最初に解放された。タクロバン、パロへの上陸（それぞれホワイトビーチ、レッドビーチと呼ばれる）や1944年10月20日の米軍によるレイテ湾のドラグ（ブルービーチ）への上陸後、10月23日にダグラス・マッカーサーやフィリピン・コモンウェルス第2代大統領セルヒオ・オスメニャらはタクロバンの政庁前で式典を行い、フィリピンの完全解放までフィリピン・コモンウェルスの臨時政府首都をタクロバンに置いた。当時マッカーサー将軍はジョゼフ・プライス邸とレドーニャ邸に司令部を置き、ここからフィリピン奪回を指揮した。結果としてこの上陸はマッカーサーの「私はきっと戻る」（I shall return.）という言葉とフィリピンの奪還、そして米軍の勝利を実現させる物になった。
第二次世界大戦後、パウロ・ジャロ（Paulo Jaro）市長が市を完全に解放した。フィリピン共和国樹立後発の市長はエピファニオ・アギーレ（Epifanio Aguirre）だった。1960年1月8日、マッカーサーはレイテ島での「感傷的な」旅を終えた。
その後、2008年10月4日にグロリア・アロヨ大統領により都市化都市であることが宣言され、同年12月18日に市民の承認を得
た。現在タクロバンは東ビサヤ地方の玄関口として、農業の集散地や軽工業の集積地として、日本や台湾、韓国などの外資が進出している。

### 台風の被害

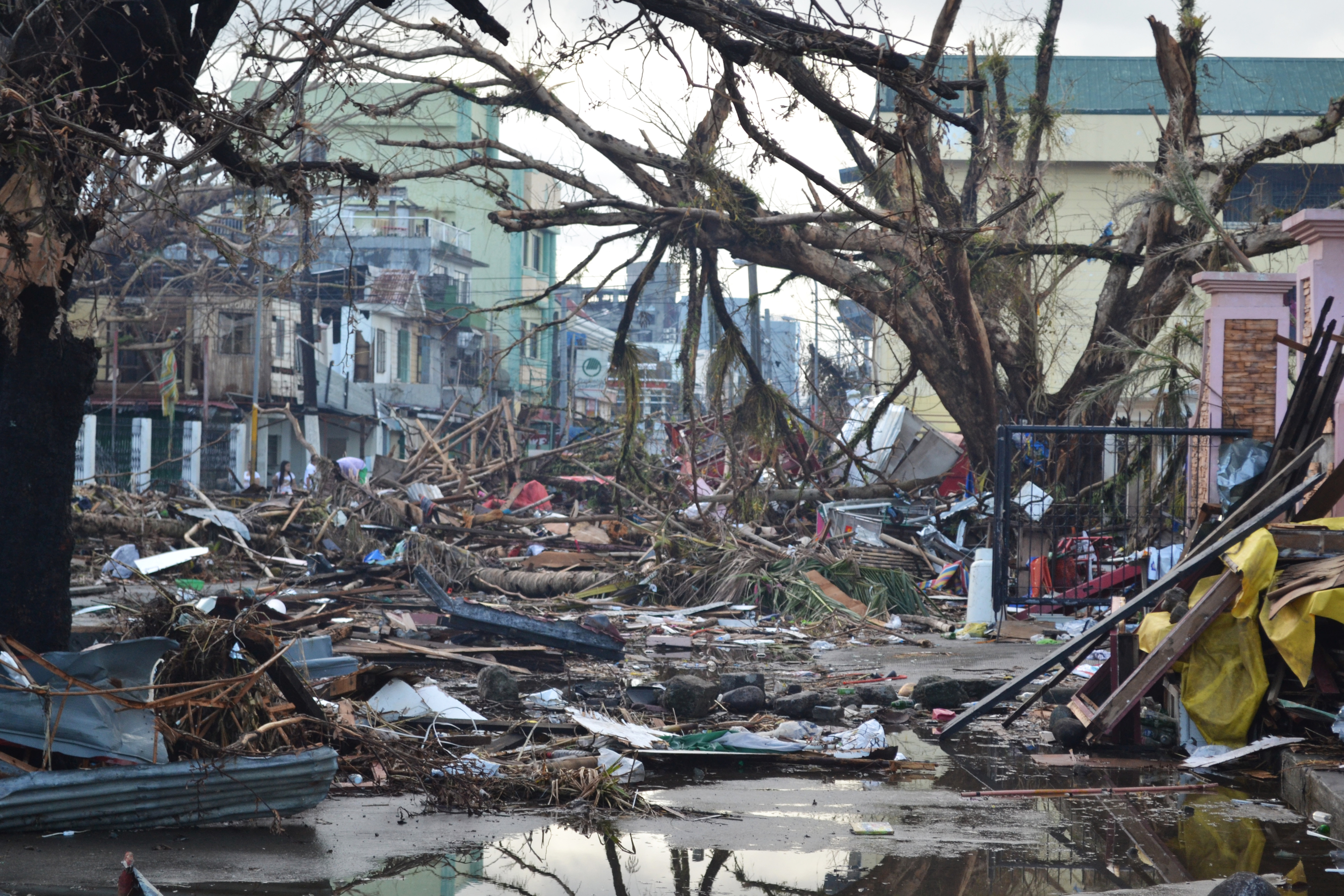
台風により道路に積み重なった瓦礫

2013年11月8日（現地時間）、台風30号（フィリピン名 : Yolanda）が街を直撃し、海岸付近の住宅地が壊滅的被害を受け多くの死傷者を出した。高潮によりダニエル・Z・ロマオルデス空港が使えなくなり、2014年3月現在も仮設の司令部および避難所として使用されている。ヘリコプターでの物資輸送のあと海路で物資を輸送したアメリカ海兵隊の准将であるポール・ケネディは次のように発言している。
商店や赤十字救援物資の略奪が横行したため地方政府は事実上崩壊し、ベニグノ・アキノ大統領はタクロバンに非常事態宣言を出した。支援活動と治安維持のため、フィリピン軍兵士と警察官が500人以上動員されることとなった。2014年時点で公式の死者数は6,201人に上っている。

## ローマ教皇の訪問

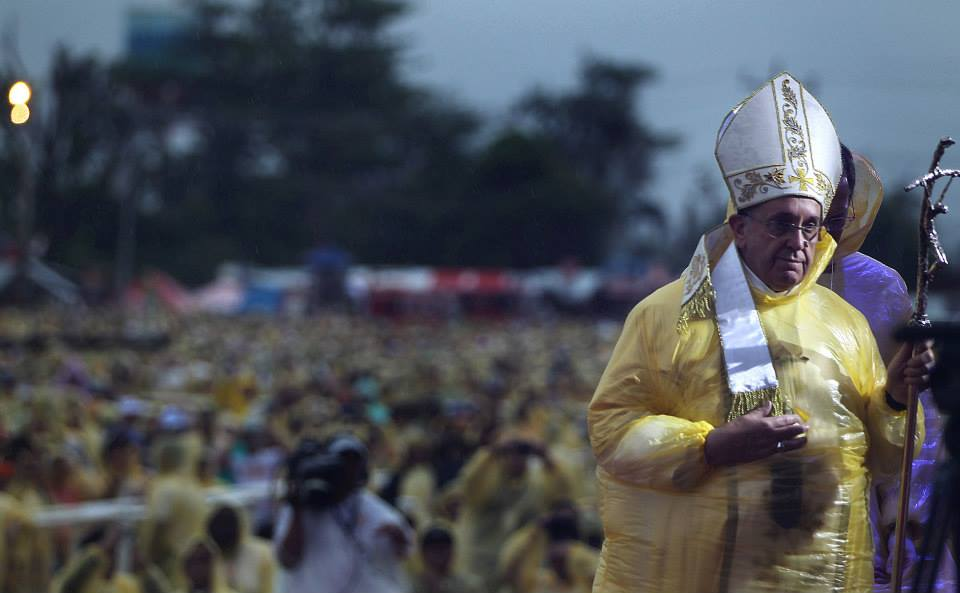
タクロバン空港で行われたミサ

2015年1月17日、ローマカトリック教会の長であるフランシスコが台風30号の被害を受けたタクロバンを訪問し、台風を生き抜いた人を祝うミサを行った。

## 地理
タクロバンは、フィリピン中部東ビサヤ地方レイテ島の北東部、レイテ湾最奥部のカンカバト湾ならびにサン・ファニーコ海峡の沿岸部に突き出した半島に位置している。狭い同海峡の対岸には、サマール島のサマル州がある。

### 気候
タクロバンは赤道付近の多くの地域と同様、ケッペンの気候区分では熱帯雨林気候（Af）に属しており、その気候は年間を通じて高温・多湿である。年間を通して月に60mm以上の降水があり、気温の日較差は年較差よりも大きいことがある。最高気温の平均は29.4°C（84.9°F）、1年の中で最も平均気温が高いのは5月の31°C（87.8°F）、最も平均気温が低いのは1月の23°C（73.4°F）だが、最高気温を記録したのは12月の41.1°C（106.0°F）、最低気温を記録したのも12月で12.8°C（55.0°F）であった。降水量は年間で2294mm（90.4in）、最も多いのは12月の305mm（12.0in）、最も少ないのは4月の119mm（4.7in）である。
| タクロバンの気候       | タクロバンの気候 | タクロバンの気候 | タクロバンの気候 | タクロバンの気候 | タクロバンの気候 | タクロバンの気候 | タクロバンの気候 | タクロバンの気候 | タクロバンの気候 | タクロバンの気候 | タクロバンの気候 | タクロバンの気候 | タクロバンの気候 |
| 月                     | 1月              | 2月              | 3月              | 4月              | 5月              | 6月              | 7月              | 8月              | 9月              | 10月             | 11月             | 12月             | 年               |
| ---------------------- | ---------------- | ---------------- | ---------------- | ---------------- | ---------------- | ---------------- | ---------------- | ---------------- | ---------------- | ---------------- | ---------------- | ---------------- | ---------------- |
| 最高気温記録 °C （°F） | 37 (99)          | 35 (95)          | 40 (104)         | 40 (104)         | 39 (102)         | 38 (100)         | 38 (100)         | 38 (100)         | 39 (102)         | 38 (100)         | 37 (99)          | 41 (106)         | 41 (106)         |
| 平均最高気温 °C （°F） | 27 (81)          | 28 (82)          | 29 (84)          | 30 (86)          | 31 (88)          | 30 (86)          | 30 (86)          | 31 (88)          | 30 (86)          | 30 (86)          | 29 (84)          | 28 (82)          | 29.4 (84.9)      |
| 平均最低気温 °C （°F） | 23 (73)          | 23 (73)          | 23 (73)          | 25 (77)          | 25 (77)          | 25 (77)          | 25 (77)          | 25 (77)          | 25 (77)          | 25 (77)          | 24 (75)          | 23 (73)          | 24.3 (75.5)      |
| 最低気温記録 °C （°F） | 16 (61)          | 19 (66)          | 20 (68)          | 20 (68)          | 21 (70)          | 21 (70)          | 16 (61)          | 20 (68)          | 20 (68)          | 21 (70)          | 16 (61)          | 12 (54)          | 12 (54)          |
| 降水量 mm （inch）     | 280 (11.02)      | 210 (8.27)       | 150 (5.91)       | 120 (4.72)       | 150 (5.91)       | 160 (6.3)        | 160 (6.3)        | 120 (4.72)       | 140 (5.51)       | 200 (7.87)       | 280 (11.02)      | 330 (12.99)      | 2,300 (90.54)    |
| 雨量 mm （inch）       | 281.7 (11.091)   | 204.1 (8.035)    | 139.6 (5.496)    | 118.9 (4.681)    | 142.4 (5.606)    | 160.8 (6.331)    | 167.0 (6.575)    | 135.5 (5.335)    | 161.5 (6.358)    | 197.2 (7.764)    | 279.0 (10.984)   | 305.3 (12.02)    | 2,293 (90.276)   |
| 平均降雨日数           | 20               | 17               | 15               | 14               | 14               | 16               | 16               | 14               | 16               | 19               | 20               | 21               | 202              |
| % 湿度                 | 85               | 84               | 82               | 81               | 82               | 82               | 82               | 81               | 82               | 84               | 86               | 86               | 83.1             |
| 出典：weatherbase      |                  |                  |                  |                  |                  |                  |                  |                  |                  |                  |                  |                  |                  |

## 市政

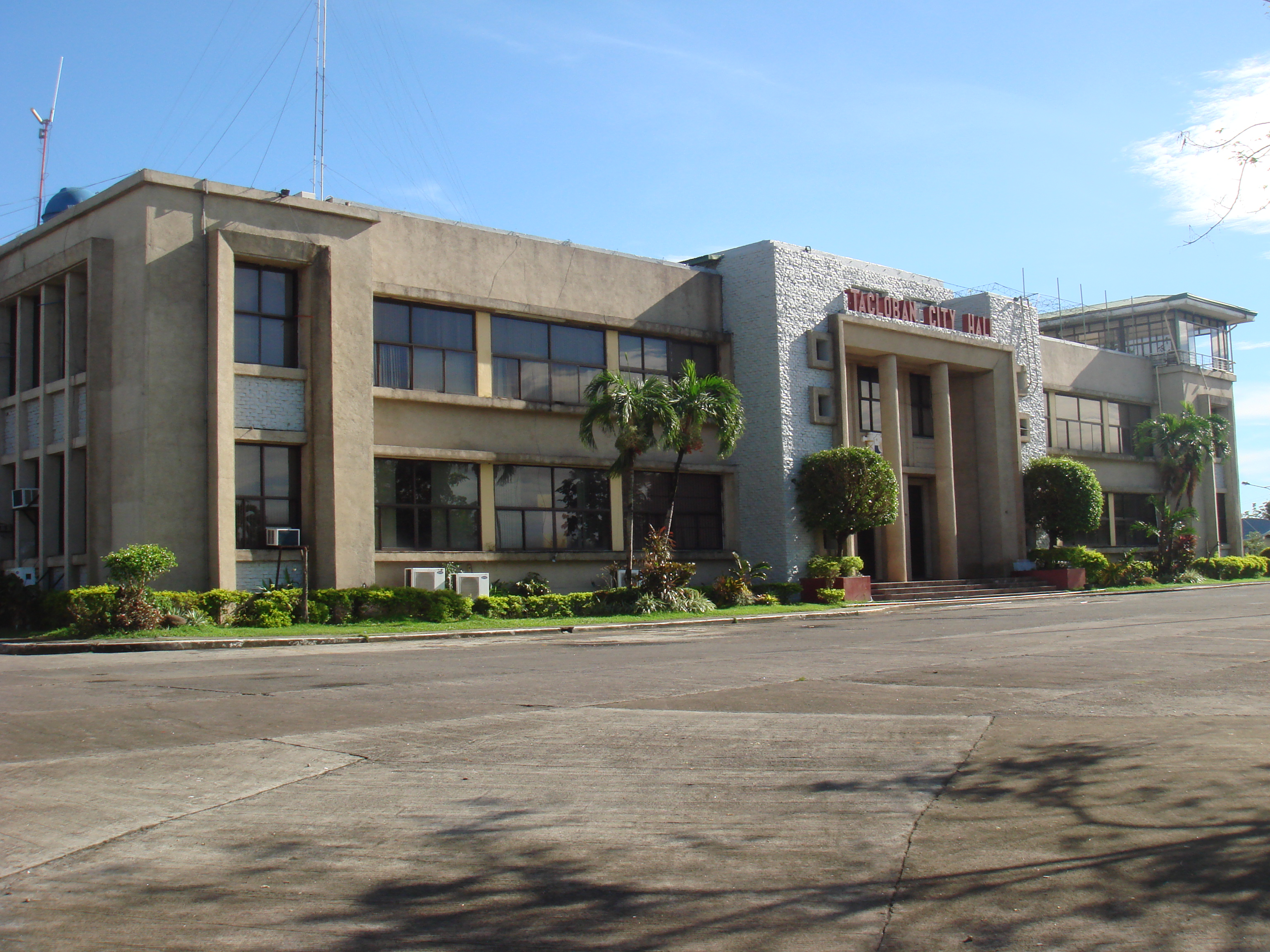
カンフラウ - 市役所や市の政府の換喩となる。この場所の地名でもある。

市の行政権は市長に帰属する。議会にあたるサングニアン・パンルンソドは条例を制定する権利を持っている。市議会は一院制で、10人の市議会議員と一定数の職権委員、それに地域の代表から構成される。進行役は副市長が担う。市長と市議会議員の任期は最大3年である。
市の政府は、2008年に高度都市化都市に認定されてから地方政府の監督下に入ったためその役目を終えた。現在は国が直轄で統治している。

### 市章
市章（画像（英語版））は1952年6月20日に法令第760号によって市になった際に制定された。下の「市の特徴」が表されている。
- 左:農産物や海産物の主要な産地であり、市の経済や商業を支えているサマール地方を図案化。
- 中央:美しいサン・ファニーコ海峡を図案化。
- ガレオン船:フェルディナンド・マゼランが上陸し、フィリピン初のミサ（英語版）が行われたリマサワ島（英語版）
- 右:タクロバンのあるレイテ島

### バランガイ
タクロバンには138のバランガイがあり、それぞれが行政機関を持っている。（）内はバランガイの番号
- リバータッド（Libertad）(1・4)
- T．クラウディオ St.（T. Claudio St.） (5)
- ヌラトゥラ（Nula-tula） (3・3A)
- エル・レポソ（El Reposo） (55・56)
- マガランズ（Magallanes） (52・54)
- サガハン・ピカス（Sagkahan Picas） (59・62B)
- サガハン・ブリス（Sagkahan Bliss） (62)
- サガハン・サギング（Sagkahan Saging） (62A)
- サガハン・マンガ（Sagkahan Mangga） (63)
- サガハン・プレザンヴィル（Sagkahan Pleasantville） (63)
- サガハン・マハイハイ（Sagkahan Mahayahay） (63)
- アニボング（Anibong） (66・67・68)
- ナガナガ（Naga-naga）(71)
- PHHC (72の海岸部と73の山地部)
- 低ヌラトゥラ（Lower Nulatula） (74)
- ファーティマ村（Fatima Village） (75・76・77)
- マラスバラス（Marasbaras） (78・79・80・81・82)
- サン・ホセ（San Jose） (83・83A・83C・84・85・86・87・88・89・90)
- バイバイ（Baybay） (89A)
- アブカイ（Abucay） (91)
- アピトング（Apitong） (92)
- バガカイ（Bagacay） (93)
- ティガバオ（Tigbao） (94)
- バスパー（Basper） (94A)
- カイバーン（Caibaan） (95・95A)
- カラニパワン（Calanipawan） (96)
- カバラワン（Cabalawan） (97)
- カマンシナイ（Camansinay） (98)
- ディート（Diit） (99)
- サン・ロケ,スカンジナビアン分譲地（San Roque, Scandinavian subd.） (100)
- ニュー・カワヤン（New Kawayan） (101)
- オールド・カワヤン（Old Kawayan） (102)
- パラノグ（Palanog） (103・37A)
- GEパラノグ（GE Palanog） (12)
- サン・パグラウム（San Paglaum） (103A)
- サルヴァション（Salvacion） (104)
- スヒ（Suhi） (105)
- サント・ニーニョ（Santo Niño） (106)
- サンタ・エレナ（Sta. Elena） (107)
- タガプロ（Tagapuro） (108)
- V&G分譲地（V&G Subdivision） (109・109A)
- ウタップ（Utap） (110)

## 経済
タクロバンには東ビサヤ地方の政治や経済、教育、文化の中枢が集まっているほか、ABS-CBNなどの放送局の地域本部がある。タクロバンはフィリピン国内では最も経済成長の著しい都市の1つであり、貧困率は国内最低水準の約9%（国内平均は30%）で、地方政府も東ビサヤ地方で最も豊かな財源を持っている。空港はこの地域でのハブ空港になっている。
1990年代半ば、タクロバン市は237ヘクタール（590エーカー）の土地を経済特区として開発し、フィリピン全体の経済特区の地位を向上させた。これは1998年4月23日の大統領声明第1210号によるところが大きい。当時東ビサヤ農産業振興センター（EVRGC）は経済特区の開発・管理を認められていた。

## 交通

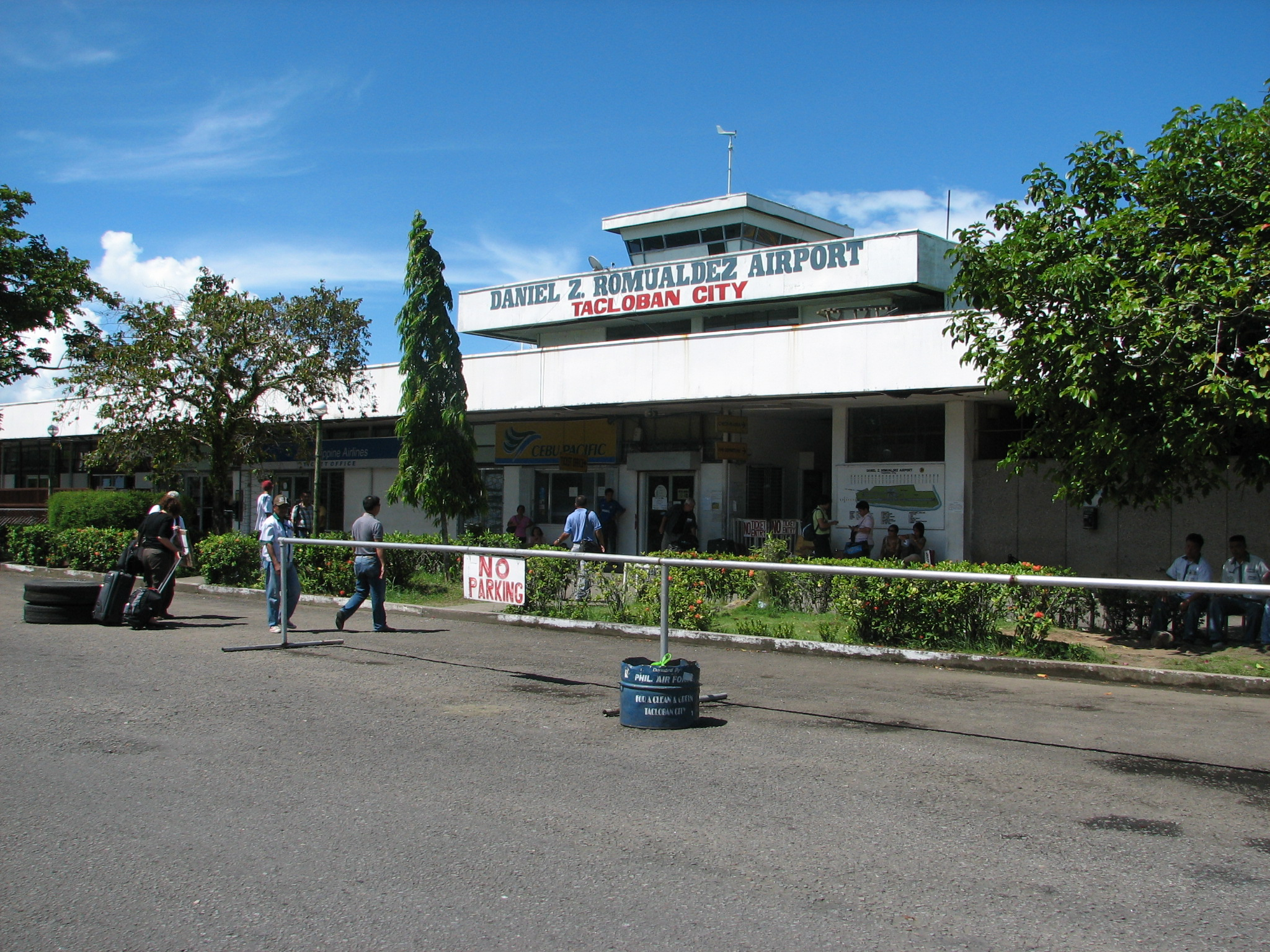
2007年のダニエル・Z・ロマオルデス空港（タクロバン空港）

タクロバンはダニエル・Z・ロマオルデス空港を拠点とする。ただし2014年3月現在、2013年11月8日に到達した最大風速87.5m/s、波の高さ4m（13ft）を記録した台風第30号の影響で利用できなくなっている。台風の3日後にターボプロップ機専用で運用を再開した。現在発着できる最大の機種はエアバスA320である。
- 空路
  - マニラ　PALエキスプレス（フィリピン航空）、セブパシフィック航空、エアアジア・フィリピン　飛行時間1時間10分〜1時間20分 運賃1,800ペソ
  - セブ　PALエキスプレス（フィリピン航空）、セブパシフィック航空　飛行時間約40分 運賃980ペソ
  - イロイロ　セブパシフィック航空　飛行時間1時間10分、週3便の運行 運賃1,200ペソ
- 海路
  - マニラからのフェリーは週3便あり、36時間をかけて運航している。運賃1,200ペソ
  - セブからオルモック行のフェリーが運航されている。スーパーキャット（英語版）が毎日3便、セブフェリー（英語版）が週5便運航している。所要時間2時間30分 - 4時間程度 運賃765ペソ前後。
  - リロアン（英語版）を経由してミンダナオ島のスリガオとの間に航路がある。
- 陸路
  - レイテ島とサマール島を結ぶサン・ファニーコ橋があり、島内や長距離島外（マニラ、セブ、ダバオなど）はバス、レイテ島内の交通はマルチキャブ、タクシー、ジープニー、トライシクルが担っている。

## 医療
タクロバン市では以下のものなど多くの医療機関がある。
- 公立病院
  - 東ビサヤ地域医療センター（EVRMC）
  - タクロバン市立病院
- 私立病院
  - ベサニー病院（アメリカに本部を置くキリスト教会のフィリピン支部が運営）
  - ディヴァイン・ワード病院（ベネディクト修道女会が運営）
  - 母なる慈悲（Our Mother of Mercy）の病院（慈悲の修道女会（英語版）が運営）
  - レメディオス・トリニダード・ロムアルデス病院（RTR医療財団が運営）
  - タクロバン医療センター（医師たちのグループが運営）

## 言語・民俗
| 年   | 1990    | 1995    | 2000    | 2007    | 2010    |
| ---- | ------- | ------- | ------- | ------- | ------- |
| 人口 | 136,891 | 167,310 | 178,639 | 217,199 | 221,174 |

タクロバンの文化や言語は、この地方の中心都市であることを反映して多様である。タクロバン周辺の主要言語は東ビサヤ地方に広がり、別名を「レイテ - サマルノン」（レイテ・サマール語）ともいうワライ語であり、市民の約90%が話している。しかし、教育や商業、政治の場ではリングワ・フランカとしてタガログ語（フィリピン語）が使われ、国際語として英語も通用する。またレイテ島北西部や南部で使われるセブアノ語も使われる。
タクロバンはスペイン植民地時代、典型的な植民都市の人口構成であり、純スペイン人やスペイン人と現地人との混血がほとんどを占めていた。現在もタクロバンの住民 （Taclobanon） には、スペイン人と中国人の系統の混ざった人々が多い。
他のタクロバンに移り住んだフィリピンの民族の人は、セブアノ語、カナ語（Kana）、ビサヤ語を話す人が6.08%いる。残りは0.80%がタガログ語、0.10%がイロカノ語、0.07%がパンパンガ語、2.95%がその他の民俗の言葉を話す。
タクロバンの強みの一つは東ビサヤ地方でも随一の教育機関の集積があることである。フィリピン大学タクロバン校、東ビサヤ大学、ビサヤ・タクロバン・カレッジ、その他多くのミッション系大学や単科大学が集中しており、市内の学生の数は4万に達する。

## 宗教
市民の94.52%がキリスト教である。うち最大70%がローマ・カトリック教会を信仰していると推測されている。残りの30%のうち25%はプロテスタントや福音主義（0.94%）の信者である。キリスト教会信者が0.83%、セブンスデー・アドベンチスト教会信者が0.83%、ムスリムが0.12%、その他が3.10%である。

## 教育
タクロバンには公私共に多くの教育機関がある。代表的なものには次のようなものが挙げられる。
- タクロバンアンジェリカム（Angelicum）学習センター
- 東ビサヤ州立大学（英語版）
- 聖スコラスティカ大学タクロバン校
- タクロバン聖テレーゼ教育財団（英語版）
- レイテ国立高等学校
- レイテ教育大学（英語版）
- レイテ進歩主義高等学校（英語版）
- リセオ・デル・ヴェルボ・ディヴィノ（ディヴァイン・ワード大学タクロバン校（英語版））
- タクロバン市立聖心大学
- TESDAタクロバン支部
- フィリピン大学ビサヤ・タクロバン校
- アジア開発財団短期大学
- タクロバン市立神聖幼児教育短期大学
- レイテ短期大学
- サント・ニーニョ特別教育支援センター（英語版）
- フィリピン大学マニラ（英語版）健康科学学校レイテ校（英語版）（パロ（英語版）のキャンパスが台風の被害を受けたため一時的に移転）
- セント・ポール・スクール・オブ・ビジネス・アンド・ロー（前・セント・ポール・ビジネス・スクール・オブ・タクロバン）

## 文化
市制施行記念日は6月30日である。

### スビラン・レガッタ
スビラン・レガッタ（Subiran Regatta）はスビランと呼ばれるアウトリガーの付いた伝統的な1人乗りの帆船を使ってレイテ湾で行われるレースである。このレースはパドルを使わないため、帆を操縦するだけで前に進む技術が求められる。この競技は年に一度、1週間にわたるタクロバン・シティフェスタの中で行われ、今まで32回を数えている。この大会はヨットを風だけで進める技術を保存、継承し、また地元の熟練者の技術を見せることを目的としている。

### バルヤン
これはバセイとカンカバトクの交戦を再現する劇である。

### サンギャウ祭
サンギャウ（Sangyaw）とは古代ワライ語で前兆を意味する言葉である。前のフィリピン支配者の配偶者であるイメルダ・マルコスが1980年代に始めた祭典で、2008年に彼女の甥と市長のアルフレッド・ロムアルデスがリバイバルとして行った。サンギャウ祭では各国の祭で行われるいろいろなパフォーマンスをする人たちを招待し、競わせるものである。優勝者には賞金とトロフィーが贈られるため、毎年大きな盛り上がりを見せる。レイテのサント・ニーニョ祭とも呼ばれ、市制施行記念日の6月30日に行われる。その日、街ではテニエンテ（Teniente）と呼ばれる盛大な式典も催されるため、盛り上がりは最高潮になる。テニエンテとは、現市長が行う新市長を歓迎するためのイベントである。ここで過去の市長や連隊長にメダルを授与する式典も行われる。花火の打ち上げやパレードの行進も行われる。町中の人がごちそうを用意し、ドアを開けて客を迎え、他者の幸福を祈る。

## 名所
タクロバンは東ビサヤ地方の玄関口であり、観光の拠点である。自然美の名所や第二次世界大戦の爪あとを残す場所として世界的に有名である。

### サン・ファニーコ橋

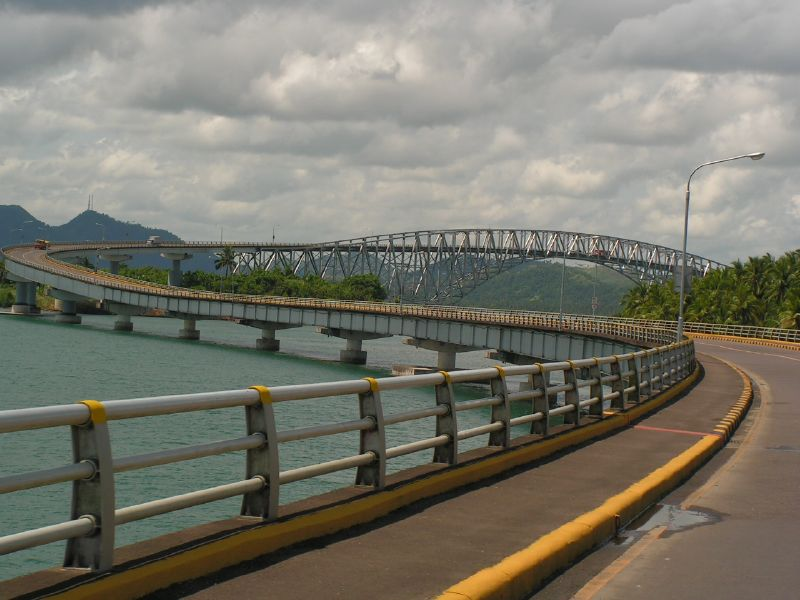
サン・ファニーコ橋

レイテ島とサマール島をサン・ファニーコ海峡を渡って結んでいるサン・ファニーコ橋は2.16km（1.34mi）あり、フィリピン最長の橋である。台風30号でも大きな被害を受けなかったため、避難者の移動や物資の輸送に重要な役割を果たしている。

### 市民中央図書館
図書館にはアメリカやヨーロッパなど他の国の文化を紹介する本が所蔵されている。文学はフランスやスペイン、イギリスなどの文学が法学の本と同程度に所蔵されている。研究者の他地元の学生の利用もある。

### バルヤン公園
バルヤン公園はマグサイサイ大通り沿いにある。バセイのバリオ（=バランガイ）・バスカダ（Barrio Buscada）とカンカバトク、つまり現在のタクロバンとの交戦を描いた絵が描かれている。当時、カンカバトクはサマール島のバセイの管轄下にあった小さなバリオだったが、サント・ニーニョ祭の最中にカンカバトクの住民がバセイのバリオ・バスカダにある礼拝堂からサント・ニーニョの絵を借りていた。サント・ニーニョはカンカバトクでもバリオ・バスカダでも守護聖人として崇められており、カンカバトクは祝祭が終わり次第すぐに絵をバリオ・バスカダに返すことになっていた。カンカバトクが独立勢力に匹敵するほど大きくなった時、地元のカトリック教会は町の繁栄のためにはサント・ニーニョの絵画を保有することが不可欠だとした。バスカダから絵が消えてカンカバトクから絵が見つかったという伝説もこの決定を後押しした。教会や政府のリーダーを運んでいたバセイ小艦隊はサンペドロ湾の護岸工事を続けた。カンカバトク湾の小艦隊の光景がその歴史を今に伝えている。

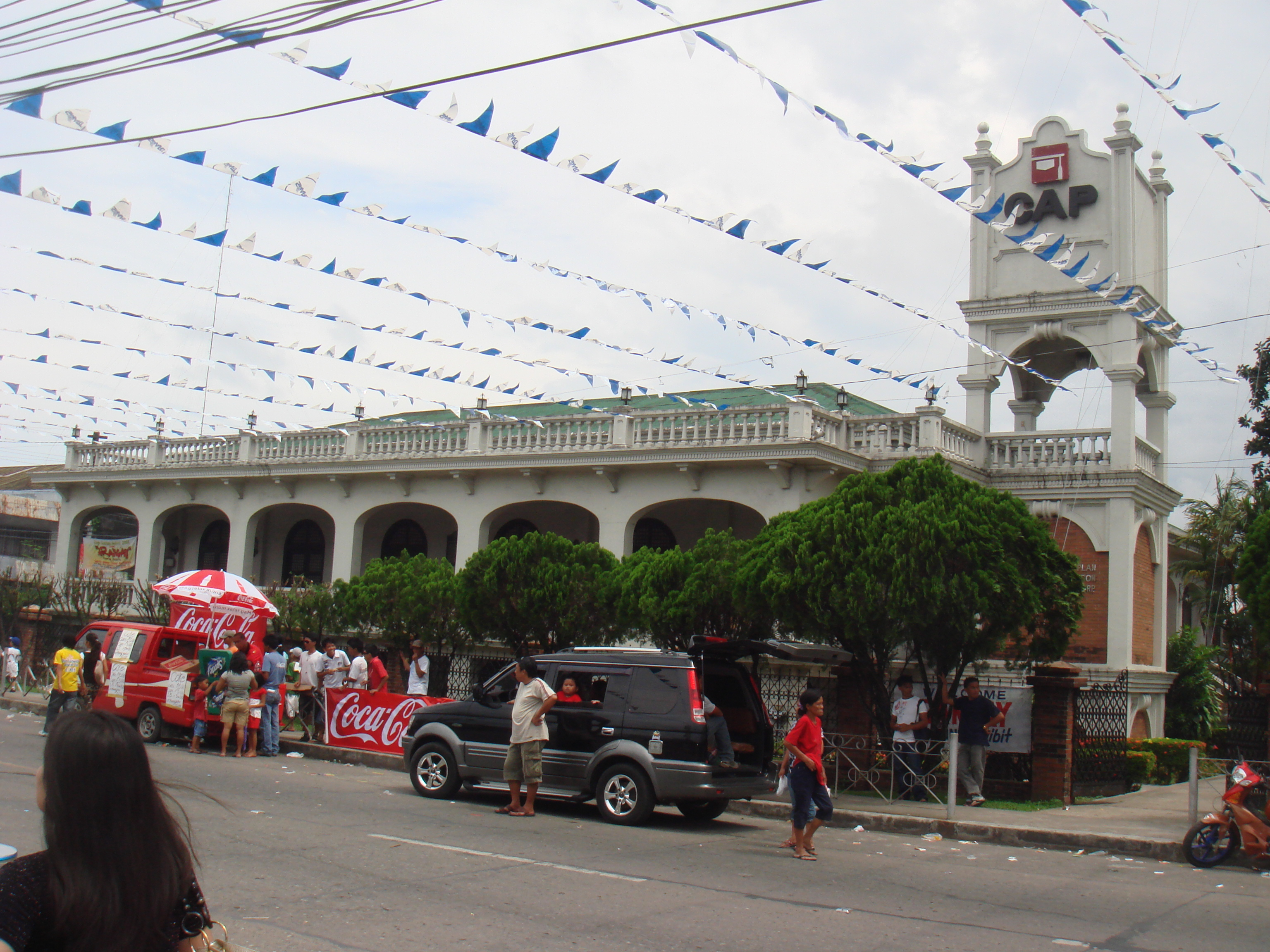
プライスマンション

### マリア観音像
マグサイサイ大通りには観音像もある。これは日比友好の証として建立された物である。市役所近くのカンカバト湾に面したカンフラウ・ヒル（Kanfuraw Hill）に立っている。第二次世界大戦中、フィリピン諸島を解放するために多くの住民が日本軍を受け入れてこの地にキャンプを建てさせたが、後に米軍が優勢となった。しかし米軍も男を兵士に、女を身の回りの世話をさせるのに使った。この時期はレイテ島最大の悪夢とされている。劣勢になった日本軍は敵視され、フィリピン人の嫌悪の対象となった。その頃フィリピン人は日本人を見れば誰でも大声で罵っていた。しかし戦後日本政府はフィリピンと友好関係を築き、お互いの発展を支えあうようになった。

### プライスマンション
プライスマンションは1900年代にアメリカ人が植民地支配時代に建てた家のことである。1944年の解放からはダグラス・マッカーサーの住宅兼司令本部となった。

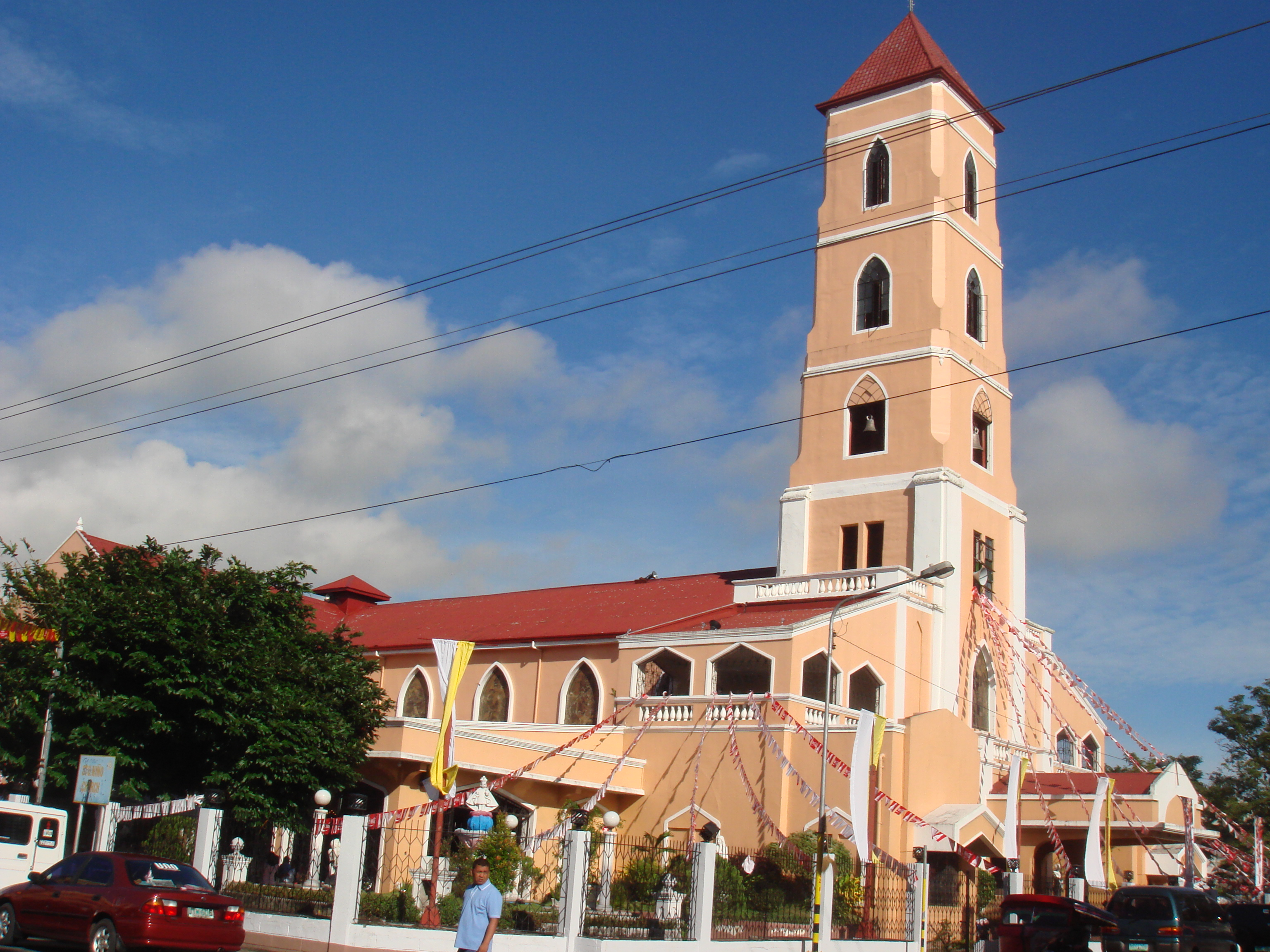
サント・ニーニョ教会

### サント・ニーニョ教会
サント・ニーニョ教会（サント・ニーニョ聖堂とも）はマグサイサイ大通りからリアル通りに入って南に進んだところにある。この教会は地域で最も重要な教会であるとされている。タクロバンの守護聖人であるサント・ニーニョの奇跡に関する絵がある。台風30号で大きな痛手を負った。またマルコス元大統領と妻のイメルダの生活を再現した博物館も併設されている。

### レドーニャ邸宅
レドーニャ（Redoña）邸宅は、19世紀半ばに建てられた住宅で、フィリピンの建築技術を後世に残すための文化財として残されている。この建物は法的措置による大規模な修復が必要とされている。1944年、フィリピンが日本から解放されてマニラで改造フィリピン・コモンウェルスが始まった時のセルヒオ・オスメニャの邸宅であった。

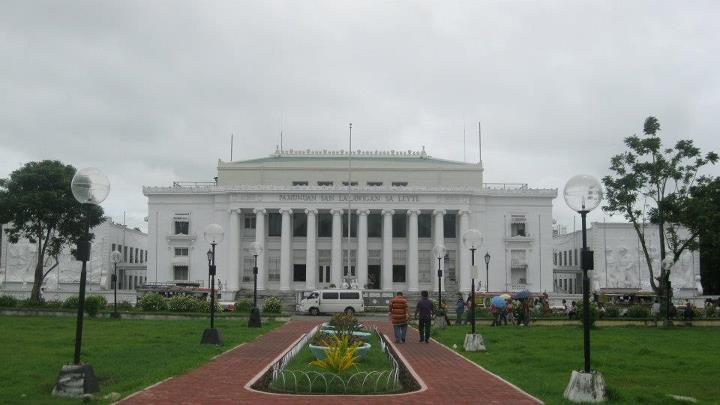
レイテ地方議会、フィリピン・コモンウェルス時代の1944年10月23日から1945年2月27日までの政府であった。

### レイテ地方議会
レイテ地方議会は1907年に建てられた新古典主義建築の建物である。セン・エンゲージ通り（Sen. Enage Street）とマグサイサイ大通りの交差点にあり、この場所は「キャピトリオ」（Capitolio、議事堂前）と呼ばれる。またここはフィリピンのオスメニャ政権時代の臨時政府の場所でもある。台風30号により大きな被害を受けた。

### タクロバンメトロポリタンアリーナ
アストロドーム（Astrodome）とも呼ばれており、5,000人を収容できるアリーナである。バスケットボールの試合やコンサート、ミス・タクロバンコンテストなどに用いられる。また多くのバーや店も軒を連ねる。台風30号で大きな被害を受けて、2014年3月現在は避難所として機能している。

### マッカーサー上陸記念公園
マッカーサー上陸記念公園（マッカーサー・ランディング・メモリアル・パーク）は1944年10月20日にマッカーサーら6人のアメリカ軍の兵士がレイテ島に上陸した際の様子を再現したものである。市中心部からはトライシクルで20分 - 30分（200ペソ）程度の距離がある。

### ガイサノ・ショッピングセンター
ジャスティス・ロムアルデス通りに面しているガイサノ・ショッピングセンターは市内最大のデパートで、付近に市場、商店街、レストランや銀行などが多く集まる。

## マスメディア
- タクロバンのテレビ放送局
  - DYAB（英語版）-TV TV-2 タクロバン - ABS-CBN
  - DYTS-TV TV-4 タクロバン - TV5 BJDSマーケティング支部
  - DYTT-TV TV 6 タクロバン - 農業放送メディアサービス
  - DYPC-TV TV-8 タクロバン - National Broadcasting Network（英語版）
  - DYTO-TV TV 10 タクロバン - GMAネットワーク
  - DYRP-TV TV-12 タクロバン - 大陸間放送協会（英語版）
  - DYJP-TV TV-22 タクロバン - Southern Broadcasting Network（英語版）（ETC（英語版））
  - DYTC-TV（英語版） TV-24 タクロバン - ABS-CBNスポーツ+アクション
  - DYOU-TV TV-26 タクロバン - GMAニューステレビ（英語版）
  - DYLJ-TV TV-28 タクロバン - Rajah Broadcasting Network（英語版）（2番街（英語版））
  - DYTB-TV TV-30 タクロバン - アクション（Aksyon）TV
  - DYNV-TV TV-39 - UNTV（英語版）
  - DYLQ-TV TV-40 タクロバン -  ACQ-Kingdom Broadcasting Network（英語版）
  - DYNE-TV TV-46 タクロバン - イーグル放送協会（英語版）（ネット25（英語版））
  - DYMC-TV TV-68 タクロバン - myx（英語版）チャンネル タクロバン
  - PRTV-12 タクロバン - ワライ語の地元のUHF放送局
  - レイテネットチャンネル（Leytenet Channel） - ワライ語のケーブルテレビ
  - アトンチャンネル（An Aton Channel） - 生放送のラジオとのサイマル放送（アクションラジオ（英語版））

- FMラジオ
  - DYTT 89.5 アスティグ・ワライAstig Waray - 農業放送メディアサービス
  - DYTM 91.1 ラブラジオ（英語版） - マニラ放送会社（英語版）
  - DYTY 93.5 ブリガーダ（Brigada）ニュースFMタクロバン - ブリガーダマスメディアコーポレーション（英語版）
  - DYTC-FM（英語版） 94.3 私だけのシカト生活のためのラジオ！（My Only Radio for Life SIKAT!）- ABS-CBN
  - DYTX 95.1 ボンボラジオ・タクロバン - ボンボラジオ・フィリピン（英語版）
  - DYTL 95.9 イェスFM（英語版）タクロバン - マニラ放送会社
  - DYPM 96.7 - ユニバーサル･ブロードキャスティング・コーポレーション
  - DYOU 97.5 Campus Radio（英語版） - RGMA Network（英語版）
  - DYXV 98.3 マジク（Magik）FM - Century Broadcasting Network, Inc.
  - DYXY 99.9  iFM - Radio Mindanao Network（英語版）
  - 100.7 サンダーFM
  - DYJP（英語版） 101.5 マムズ（Mom's）・ラジオ - Southern Broadcasting Network（英語版）
  - 102.9 ブリガーダニュース（英語版） FM タクロバン
  - DYTG 103.1 - タグビララン（Tagbilaran）放送会社
  - DYCT 104.3 ラジオ バヤン（Bayan）・タクロバン - フィリピン放送サービス（英語版）
  - 104.7
  - 106.3 ダブルパワーFM
  - DYNV 107.9 ウィッシュFM - 進歩主義放送協会（英語版）
- AM放送局
  - DYVL 819 kHz - マニラ放送会社
  - DYDW 531 kHz -  カトリックの放送局のフィリピン連合
  - DYMP 1566 kHz - フィリピン放送サービス（英語版）
  - DZRH（英語版） - マニラ放送会社
  - DYBR 711 kHz（アップルラジオ）
  - CMN（英語版）
  - DYMM 954 kHz - ユニバーサル･ブロードキャスティング・コーポレーション* ニュース番組
  - テレビパトロール・タクロバン（英語版）（ABS-CBNタクロバン）
  - バリタ・ハ・シンコ（Balita Ha Singko）（TV5レイテ）
  - 24オラス・セントラル・ビサヤ（英語版）（GMAセブ（英語版））
  - スマト・ハ・ドセ（Sumat ha Dose）（PRTV 12タクロバン）

## 姉妹都市
- 福山市、日本[23]：レイテ島の戦いで福山市に本拠地を置いていた歩兵第41連隊がタクロバンで玉砕したことに由来。